# 카필라바스투
카필라바스투(네팔어: कपिलवस्तु)는 인도 아대륙 동부 갠지스 평원에 있는 고대 도시로, 기원전 6~5세기 동안 샤카족의 수도였다. 슈도다나 왕과 마야 왕비는 아들 싯다르타 가우타마 왕자가 29세에 왕궁을 떠날 때까지 카필라바스투에서 살았던 것으로 추정된다.
팔리 정경과 같은 불교 문헌에 따르면 카필라바스투는 석가모니의 어린 시절 고향으로, 아버지인 슈도다나 통치하던 샤카족의 수도였다. 카필라바스투는 석가모니가 생애의 29년을 보낸 곳이기도 하다. 불교 자료에 따르면 카필바투라는 이름은 "황갈색 지역"이라는 뜻으로 이 지역에 붉은 모래가 풍부하기 때문에 그렇게 불렸다.
카필라바스투는 인근의 룸비니처럼 주요 순례지가 되지는 못했지만, 유적은 뚜렷하게 남아있을 것이다. 이 정착지는 초기 불교 미술의 묘사처럼 결코 크지 않았을 것이며, 인도에서 불교가 쇠퇴한 후 그 위치는 모호해졌다. 카필라바스투가 위치한 곳으로 추정되는 지역은 크게 두 가지가 있는데, 네팔의 틸라우라코트와 네팔과의 국경 사이에 위치한 인도 우타르프라데시주의 도시인 피프라화(Piprahwa)이다 피프라화에서 발견된 유물(진흙 사리탑 내부에서 발견된 유물 포함)은 기원전 5~4세기, 즉 석가모니 입멸 무렵에 불교 활동이 이루어졌음을 보여준다.

## 위치 비정
19세기에 카필라바스투의 유적지를 찾기 위한 수색은 초기에 이곳을 순례했던 중국 불교 승려였던 법현과 후대의 현장이 남긴 기록을 따라 진행되었다. 일부 고고학자들은 오늘날 네팔의 틸라우라코트를, 다른 고고학자들은 오늘날 인도의 피프라화를 카필라바스투로 지목했으며, 두 유적지 모두 고고학적 유적이 남아 있다. 피프라화의 유적은 스투파과 승원, 그리고 석가모니의 유물이 있는 중요한 초기 불교 유적지였음을 보여준다.

## 제안된 유적들

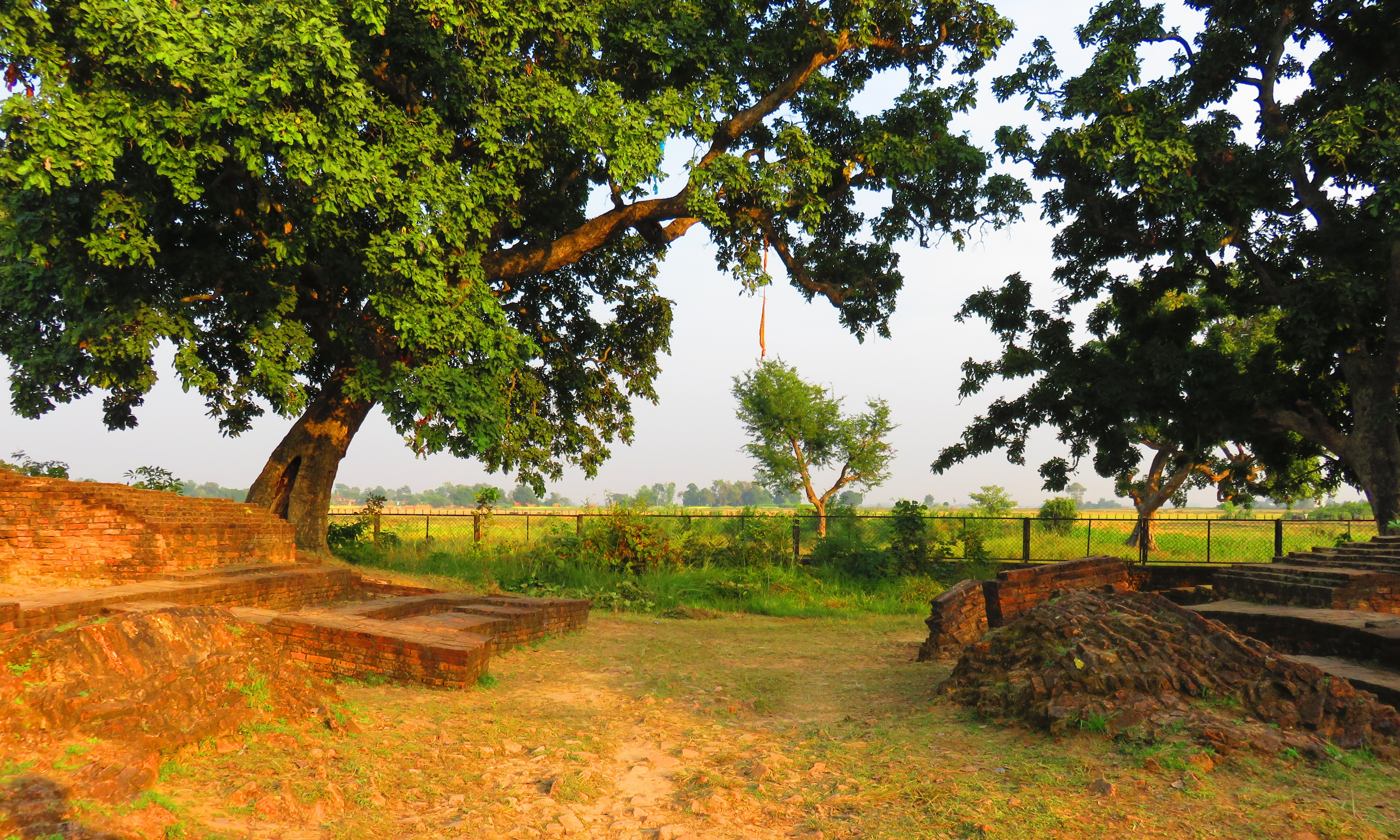
슈도다나의 궁전으로 추정되는 틸라우라코트의 유적지.
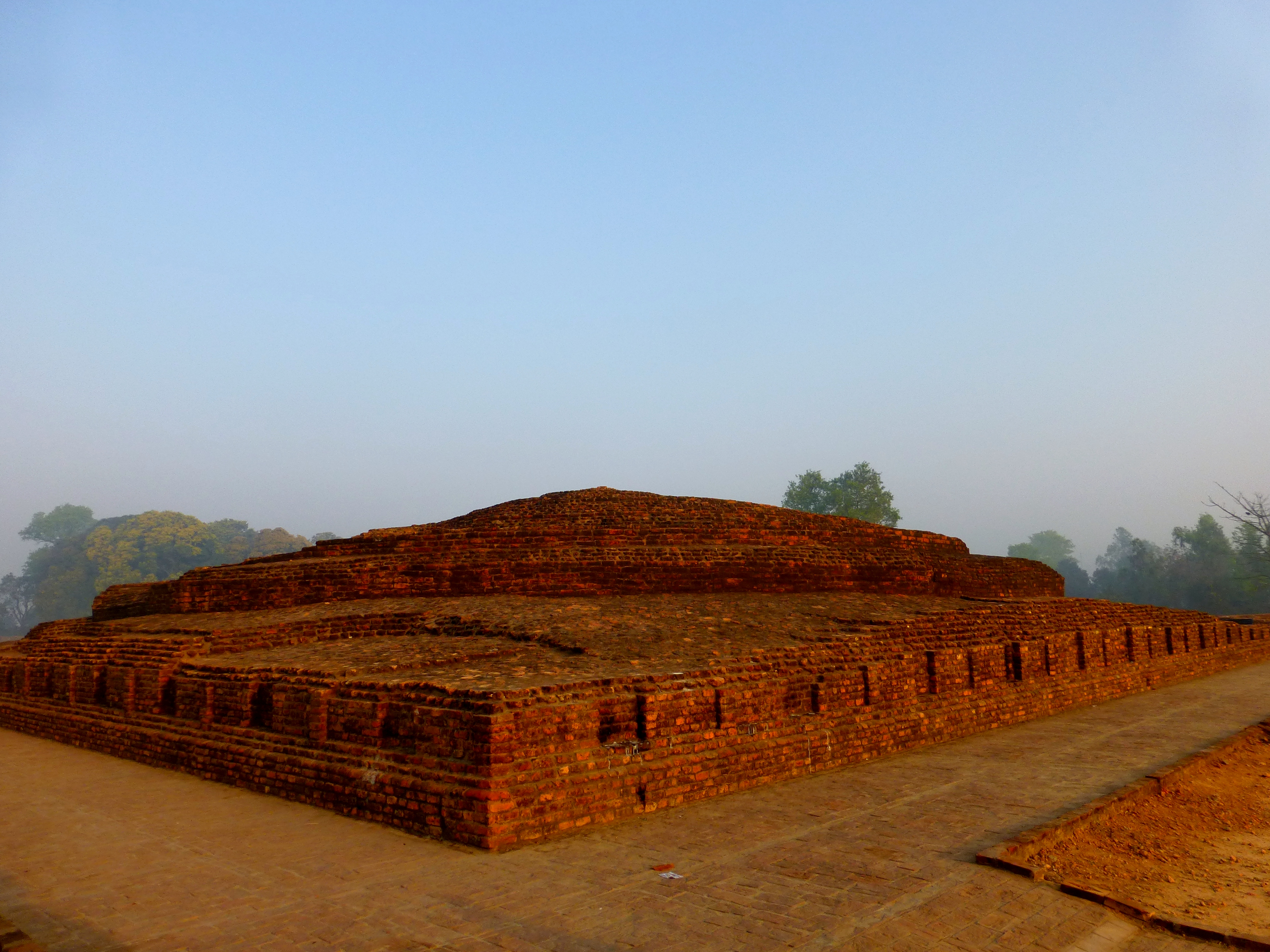
피프라화의 스투파

## 고대의 묘사

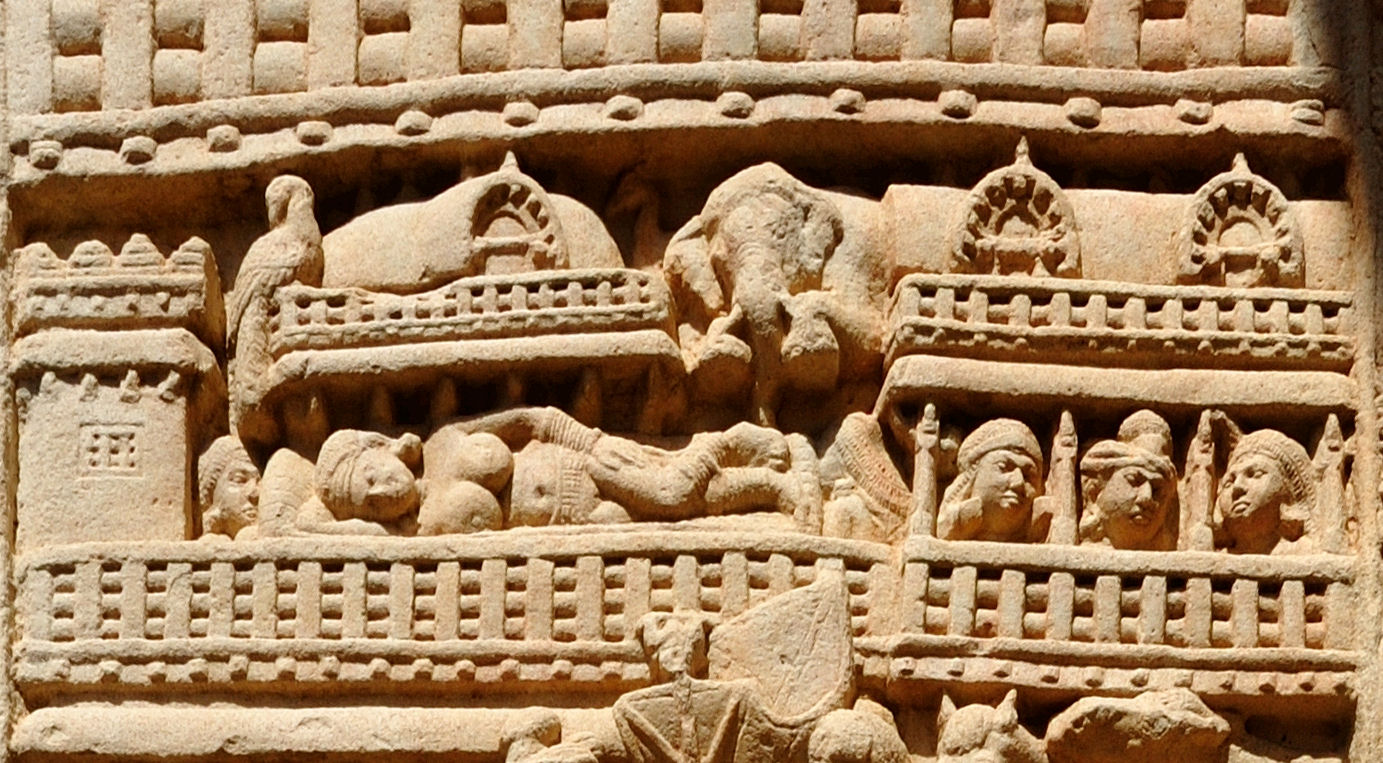
마야가 석가모니를 잉태할 때 꿈꿨던 코끼리는 카필라바스투를 상징하는 상징물이다.
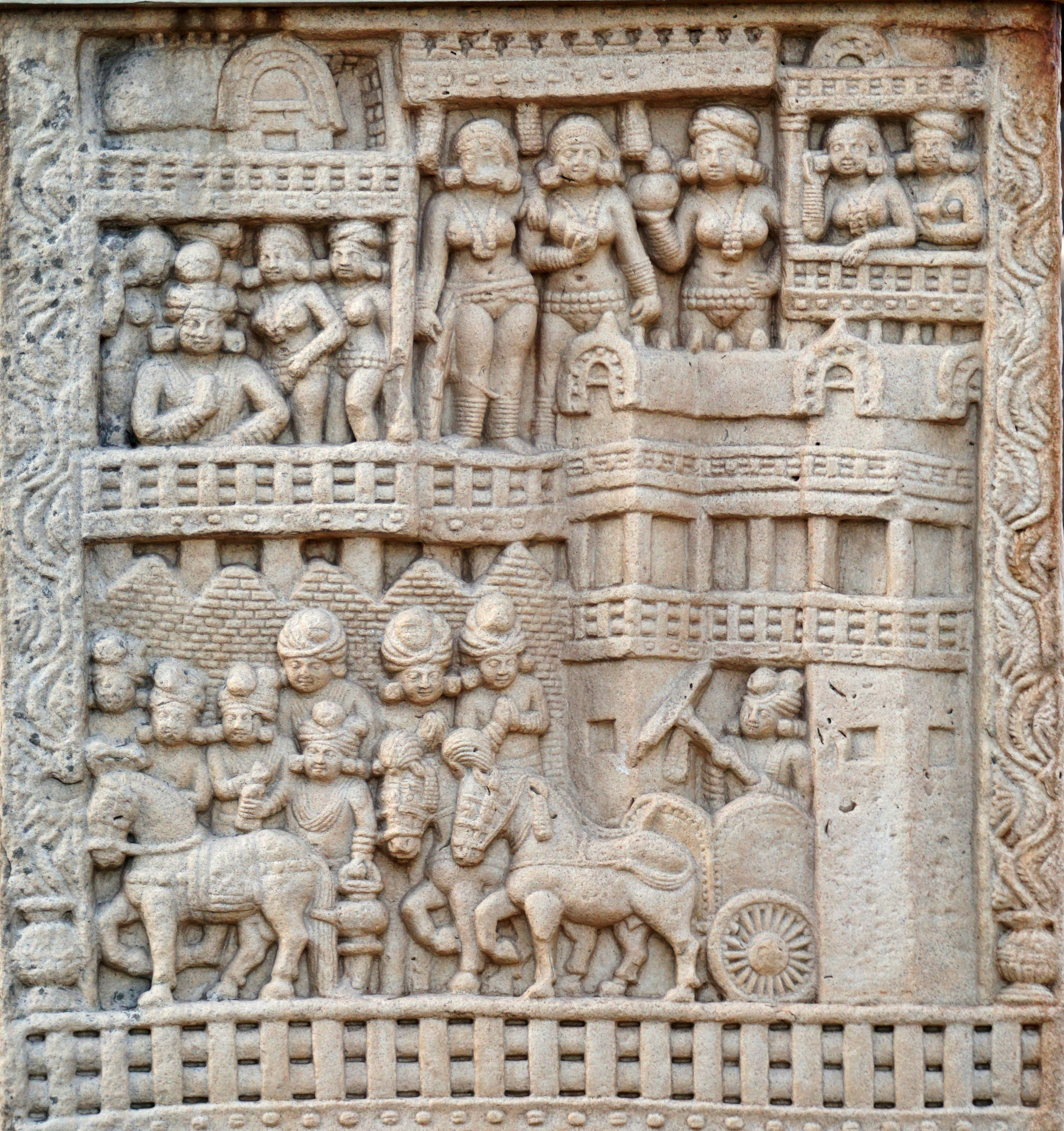
북문 1번 스투파, 카필라바스투에서 출발하는 석가모니.

## 참고 문헌
- Coningham, Robin; Young, Ruth (2015). 《The Archaeology of South Asia: From the Indus to Asoka, c.6500 BCE–200 CE》. Cambridge University Press. 438–440쪽. ISBN 978-1-316-41898-7.